# Lake Arrowhead (Kalifornia)
Lake Arrowhead – jednostka osadnicza w stanie Kalifornia, w hrabstwie San Bernardino, położona nad jeziorem o tej samej nazwie. Liczba mieszkańców 12 424 (2010).

## Położenie

Położenie w hrabstwie San Bernardino

CDP jest kurortem górskim położonym w górach San Bernardino na wysokości 1577 m n.p.m. Miejscowość położona jest ok. 145 km (90 mil) na wschód od Los Angeles.
Leżące w pobliżu, górskie, otoczone lasami, jezioro Lake Arrowhead nazywane jest niekiedy „klejnotem południowej Kalifornii”.

## Klimat
Lake Arrowhead posiada wyjątkowy klimat jak na południową Kalifornię, występują tutaj wszystkie cztery pory roku. Klimat jest łagodny, jest 310
dni słonecznych w ciągu roku.

## Gospodarka
Gospodarka Lake Arrowhead opiera się przede wszystkim na turystyce, region ten odwiedza rocznie ponad 4 miliony turystów. Istnieje dobrze rozbudowana baza hotelowa. Swój ośrodek konferencyjny posiada także Uniwersytet Kalifornijski w Los Angeles (UCLA). Znajduje się tutaj olimpijski ośrodek szkoleniowy łyżwiarstwa figurowego.